# Baykal
Baykal ist ein türkischer männlicher Vorname und Familienname.

## Namensträger

### Vorname
- Baykal Kent (1943–2012), türkischer Schauspieler
- Baykal Kulaksızoğlu (* 1983), schweizerisch-türkischer Fußballspieler

### Familienname
- Deniz Baykal (1938–2023), türkischer Politiker